# Fríz-szigetek
A Fríz-szigetek szigetlánc az Északi-tengerben, Hollandia, Németország és Dánia partvidéke mentén. Északról az Északi-tenger határolja, míg a szárazföldtől a Watt-tengernek nevezett tengersáv választja el. A szigeteket az északi-tengeri árapályjelenség hozta létre a környéken beömlő nagy folyók (Rajna, Ems, Weser és Elba) hordalékából és a rombolt szárazföldi partvidék anyagából.
Összes területük 1047,49 km², összes népességük 81341 fő, az átlagos népsűrűség 77,6 fő/km².
A fríz szigetvilágot három részre tagolja a földrajztudomány:
- Nyugati-Fríz-szigetek – Hollandia északi részén, az Ems torkolatától nyugatra
- Keleti-Fríz-szigetek – Németországban az Ems és a Weser torkolata között
- Északi-Fríz-szigetek – Németországban és Dánia nyugati partvidékén

## Szigetek
Nyugati-Fríz-szigetek
- Noorderhaaks
- Texel
- Vlieland
- Richel
- Terschelling
- Griend
- Ameland
- Rif
- Engelsmanplaat
- Schiermonnikoog
- Simonszand
- Rottumerplaat
- Rottumeroog

Keleti-Fríz-szigetek
- Borkum
- Lütje Hörn
- Kachelotplate
- Memmert
- Juist
- Norderney
- Baltrum
- Langeoog
- Spiekeroog
- Wangerooge
- Minsener Oog
- Mellum

Északi-Fríz-szigetek
- Rømø
- Mandø
- Fanø
- Sylt
- Uthörn
- Föhr
- Amrum
- Pellworm
- Halligen
- Nordstrand

Egyéb szigetek a térségben
- Helgoland
- Neuwerk

## Legnagyobb szigetek
- Terschelling, Hollandia – 674,0 km²
- Texel, Hollandia – 463,28 km²
- Ameland, Hollandia – 273,5 km²
- Schiermonnikoog, Hollandia – 199,1 km²
- Rømø, Dánia – 130 km²
- Sylt, Németország – 99,14 km²
- Fanø, Dánia – 56 km²